# والتر ميتلهولتسر
والتر ميتلهولتسر (2 أبريل 1894 - 9 مايو 1937) هو طيار عسكري في الطيران السويسري، ومصوِّر فوتوغرافي، وكاتب رحلات، كما كان من أوائل رواد الأعمال في مجال الطيران. وقام بعدة جولات في مدن العالم، وعمل على تصويرها تصويرا جويا.